# Love Songs (musikalbum av Michael Jackson)
Love Songs är ett musikalbum av Michael Jackson som släpptes den 3 juni 2002.

## Låtlista
1. Who’s Lovin’ You (Single Version)
2. Fool For You
3. Everybody’s Somebody’s Fool
4. Got To Be There
5. We’re Almost There
6. We’ve Got A Good Thing Going
7. Maybe Tomorrow (Goin’ Back To Indiana Version)
8. Call On Me (Original Mix)
9. You Are There
10. One Day In Your Life
11. If I Don’t Love You This Way
12. Wings of My Love
13. I'll Come Home To You
14. I'll Be There (Previously Unreleased Version)